# A Houston Texans szezonjai
Ez a Houston Texans szezonjainak listája a National Football League-ben.
| Super Bowl Bajnok | Főcsoportgyőztes | Csoportgyőztes | Wild Card Hely |

| Szezon         | Csapat   | Bajnokság | Főcsoport | Csoport  | Alapszakasz | Alapszakasz | Alapszakasz | Alapszakasz | Rájátszás eredmények                                                                    | Díjak                                 |
| Szezon         | Csapat   | Bajnokság | Főcsoport | Csoport  | Eredmény    | Győzelem    | Vereség     | Döntetlen   | Rájátszás eredmények                                                                    | Díjak                                 |
| -------------- | -------- | --------- | --------- | -------- | ----------- | ----------- | ----------- | ----------- | --------------------------------------------------------------------------------------- | ------------------------------------- |
| Houston Texans |          |           |           |          |             |             |             |             |                                                                                         |                                       |
| 2002           | 2002     | NFL       | AFC       | Déli     | 4.          | 4           | 12          | 0           |                                                                                         |                                       |
| 2003           | 2003     | NFL       | AFC       | Déli     | 4.          | 5           | 11          | 0           |                                                                                         | Domanick Williams (Diet Pepsi ROY)    |
| 2004           | 2004     | NFL       | AFC       | Déli     | 3.          | 7           | 9           | 0           |                                                                                         |                                       |
| 2005           | 2005     | NFL       | AFC       | Déli     | 4.          | 2           | 14          | 0           |                                                                                         |                                       |
| 2006           | 2006     | NFL       | AFC       | Déli     | 4.          | 6           | 10          | 0           |                                                                                         | DeMeco Ryans (Defensive ROY)          |
| 2007           | 2007     | NFL       | AFC       | Déli     | 4.          | 8           | 8           | 0           |                                                                                         |                                       |
| 2008           | 2008     | NFL       | AFC       | Déli     | 3.          | 8           | 8           | 0           |                                                                                         |                                       |
| 2009           | 2009     | NFL       | AFC       | Déli     | 2.          | 9           | 7           | 0           |                                                                                         | Brian Cushing (Defensive ROY)         |
| 2010           | 2010     | NFL       | AFC       | Déli     | 3.          | 6           | 10          | 0           |                                                                                         |                                       |
| 2011           | 2011     | NFL       | AFC       | Déli     | 1.          | 10          | 6           | 0           | Győzelem Wild Card rájátszás (Bengals) 31-10 Vereség Csoport rájátszás (Ravens) 20-13   |                                       |
| 2012           | 2012     | NFL       | AFC       | Déli     | 1.          | 12          | 4           | 0           | Győzelem Wild Card rájátszás (Bengals) 19-13 Vereség Csoport rájátszás (Patriots) 41-28 | J. J. Watt (NFL Defensive POTY)       |
| 2013           | 2013     | NFL       | AFC       | Déli     | 4.          | 2           | 14          | 0           |                                                                                         |                                       |
| 2014           | 2014     | NFL       | AFC       | Déli     | 2.          | 9           | 7           | 0           |                                                                                         | J. J. Watt (NFL Defensive POTY)       |
| 2015           | 2015     | NFL       | AFC       | Déli     | 1.          | 9           | 7           | 0           | Vereség Wild Card rájátszás (Chiefs) 30-0                                               | J. J. Watt (NFL Defensive POTY)       |
| 2016           | 2016     | NFL       | AFC       | Déli     | 1.          | 9           | 7           | 0           | Győzelem Wild Card rájátszás (Raiders) 27-14 Vereség Csoport rájátszás (Patriots) 34-16 |                                       |
| Összesen       | Összesen | Összesen  | Összesen  | Összesen | Összesen    | 106         | 134         | 0           | (2002–2016, csak az alapszakasz)                                                        | (2002–2016, csak az alapszakasz)      |
| Összesen       | Összesen | Összesen  | Összesen  | Összesen | Összesen    | 3           | 4           |             | (2002–2016, csak rájátszás)                                                             | (2002–2016, csak rájátszás)           |
| Összesen       | Összesen | Összesen  | Összesen  | Összesen | Összesen    | 109         | 138         | 0           | (2002–2016, alapszakasz és rájátszás)                                                   | (2002–2016, alapszakasz és rájátszás) |